# Rio Găuri
O Rio Găuri é um rio da Romênia, afluente do Lotru, localizado no distrito de Vâlcea.